# Léon Ehrhart
Léon Ehrhart (Mulhouse, 11 maggio 1854 – Porretta Terme, 4 ottobre 1874) è stato un compositore e organista francese.

## Biografia
Ehrhart studiò musica nella sua città natale con Joseph Heyberger. Successivamente studiò organo con Charles-Alexis Chauvet a Parigi e composizione musicale con François Benoist presso il Conservatorio di Parigi. Nel 1874 vinse il Prix de Rome con la cantata Acis et Galatée. Compose anche il prologo musicale La Muse populaire per l'apertura del Théâtre Lyrique.